# Wim Crusio

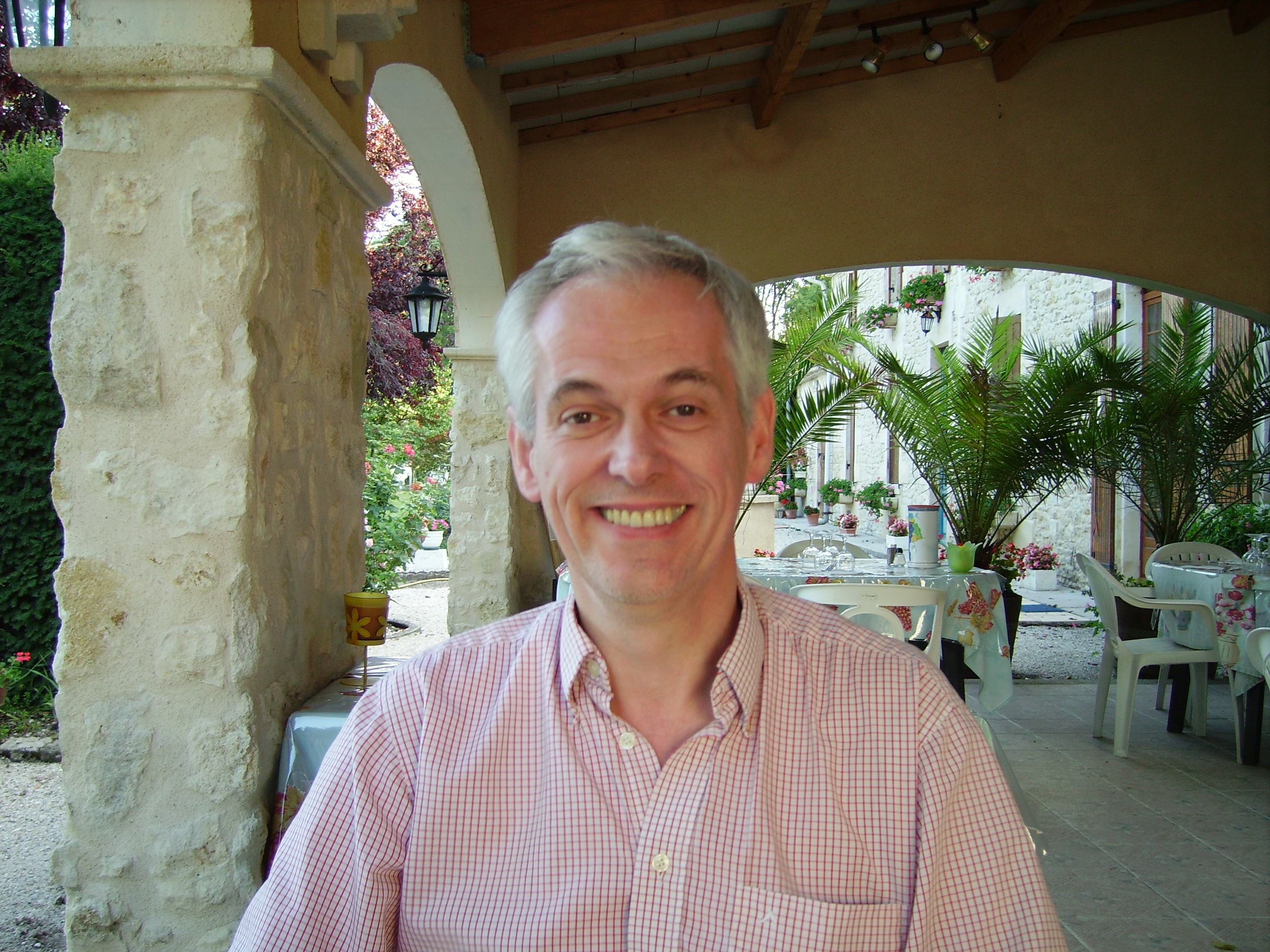
Wim Crusio, em julho de 2008

Wim Crusio (Bergen op Zoom, 20 de dezembro de 1954) é um neurocientista e geneticista comportamental holandês. Ele é "directeur de recherche" no Centre National de la Recherche Scientifique em Talence, França. De 2002 a 2011 foi chefe de reportagem das revistas científicas Genes, Brain and Behavior e desde 2017 das revista Behavioral and Brain Functions.